# Anna Marczuk-Paszkiewicz
Anna Marczuk-Paszkiewicz (ur. 30 października 1983, zm. 16 marca 2017) – polska sztangistka, paraolimpijka.

## Życiorys
Była zawodniczką Stowarzyszenia Sportu i Rehabilitacji Osób Niepełnosprawnych Start Bydgoszcz, trenując podnoszenie ciężarów pod kierownictwem trenera Andrzeja Ofczyńskiego. W trakcie igrzysk paraolimpijskich w Atenach w 2004 zajęła 7. miejsce. W swojej kategorii była trzykrotną mistrzynią Polski i rekordzistką Polski w latach 2002, 2003 i 2004. W 2003 została wicemistrzynią Europy w trakcie mistrzostw w Piesczanach na Słowacji. Przed przeszczepem nerki była w latach 2006–2009 dializowana. Zmarła 16 marca 2017.